# Butterflies
Butterflies è una canzone di Michael Jackson scritta e composta da Jackson, dal compositore Andre Harris del duo Dre & Vidal e da Marsha Ambrosius, ex componente del duo Floetry, che partecipa anche come corista. Prodotta da Michael Jackson ed Andre Harris fu estratta come singolo promozionale dall'album Invincible l'8 febbraio 2002.

## Genesi e descrizione del brano
Il brano è stato registrato da Jackson per il suo decimo ed ultimo album in studio, Invincible, del 2001. La canzone è stata scritta da Andre Harris e Marsha Ambrosius, ex componente del duo Floetry, ed è stata prodotta da Jackson ed Harris. Ambrosius e Jackson si sono incontrati tramite John McClain, dirigente di DreamWorks e manager di Michael al tempo.
Il brano è una ballata d'amore caratterizzata da parti vocali totalmente in falsetto di Jackson. In tutta la canzone l'estensione vocale di Michael va da Mi ♭ 3 a Fa 5 .
All'inizio della canzone è possibile ascoltare il classico fruscio di una testina che scorre su un disco in vinile. Questo effetto è stato voluto dagli autori per far suonare Butterflies come un pezzo classico di Jackson sullo stile di quelli dell'album Off the Wall.

## La diatriba con la Sony
Per problemi contrattuali tra Jackson e la Sony quest'ultima cancellò la messa in commercio del CD singolo e questo fu il culmine di una serie di boicottaggi da parte dell'etichetta discografica ai danni dell'album Invincible. Durante questa guerra tra l'artista e la sua etichetta discografica, Jackson protestò pubblicamente contro la Sony in due diverse manifestazioni organizzate da vari Fan Club dell'artista davanti alle sedi della Sony Music: la prima a Londra nel Giugno del 2002 e la seconda a New York nel Luglio dello stesso anno.
Durante queste manifestazioni Jackson spiegò ai suoi fans come l'etichetta discografica stesse tentando di boicottare l'album come vendetta a causa del desiderio di Jackson di lasciare la Sony definitivamente e di come quest'ultima fosse interessata a mettere le mani sul prezioso catalogo musicale dell'artista e sull'altrettanto prezioso catalogo musicale Sony/ATV Music Publishing tenuto in comproprietà tra Jackson e la Sony e tra l'altro definì razzista Tommy Mottola l'allora capo della divisione musicale della Sony.

## Pubblicazione
La canzone fu pubblicata dunque solo negli Stati Uniti d'America come singolo radiofonico e si piazzò alla #14 sulla Billboard Hot 100.

## Classifica
| Classifica< (2001/2002) | Posizione massima |
| ----------------------- | ----------------- |
| Stati Uniti             | 14                |
| Stati Uniti (R&B)       | 2                 |

## Altre versioni
Venne realizzata una versione remixata in duetto con la rapper Eve, mai pubblicata in via ufficiale ma trapelata successivamente su internet nel 2007 in seguito ad una serie di leak usciti involontariamente dalla Sony.